# Sart-Messire-Guillaume
Pour les articles homonymes, voir Sart.
Sart-Messire-Guillaume est un village du Brabant wallon. Administrativement, il fait partie de la commune de Court-Saint-Étienne située en Région wallonne (Belgique).

## Étymologie
Un 'sart' est un lieu défriché. Et ce lieu appartenait au Seigneur (‘Monseigneur’ devenu ‘Messire’) Guillaume. Le nom est attesté depuis 1387.

## Seconde Guerre mondiale
L'occupant a réquisitionné le gros bétail du village. A l'intervention du directeur de l'usine Union-Match, par ailleurs consul de Suède, domicilié dans la commune, le bétail a été restitué aux éleveurs.

## Patrimoine
- La chapelle Notre-Dame est une très ancienne chapelle castrale.